# Дегтярь, Владимир Григорьевич
Влади́мир Григо́рьевич Дегтя́рь (род. 1948) — советский и российский учёный и конструктор, специалист в области морского ракетостроения, генеральный директор и генеральный конструктор Государственного ракетного центра имени академика В. П. Макеева (с 1998 года), член-корреспондент РАН (2008), академик РАН (2016).

## Биография
Родился 13 сентября 1948 года в поселке Маяк Соль-Илецкого района Оренбургской области.
В 1972 году — с отличием окончил Челябинский политехнический институт, факультет — «Двигатели, приборы и автоматы», по специальности «Летательные аппараты».
С 1972 года и по настоящее время работает в г. Миассе Челябинской области в Конструкторском бюро машиностроения (сейчас это — ОАО «Государственный ракетный центр имени академика В. П. Макеева»), где прошел путь от инженера до генерального директора и генерального конструктора Государственного ракетного центра имени академика В. П. Макеева (с 1998 года).
В 1998 году — защитил кандидатскую диссертацию.
В 2002 году — защитил докторскую диссертацию, было присвоено учёное звание профессора.

## Научно-производственная деятельность
Специалист в области создания комплексов морского базирования с баллистическими ракетами подводных лодок и переоборудованных в ракеты-носители БРПЛ для запусков космических аппаратов.
Область научных интересов: прикладная гидродинамика и аэродинамика, машиноведение, механика конструкций из композиционных материалов, материаловедение.
Под его руководством и непосредственном участии созданные морские ракетные комплексы с БРПЛ — основа морских стратегических ядерных сил России, а принятый на вооружение комплекс с БРПЛ «Синева» будет обеспечивать их поддержание и развитие до 2025 года и далее.
Принимал непосредственное участие в разработке и отработке второго и третьего поколений стратегических морских ракетных комплексов с ракетами Р-27У, Р-29, Р-29Р, Р-39, Р-39УТТХ («Барк»), Р-29РМ и их модификаций.
В 1987 году под его руководством подготовлены и выполнены пуски двух ракет с подводной лодки с Северного полюса.
С 1989 по 1998 годы — руководил разработкой, экспериментальной и летной отработкой с погружаемого плавстенда комплекса с ракетой Р-39УТТХ («Барк»), работы по которому были доведены до этапа совместных испытаний с наземного стартового комплекса.
Автор 140 научных трудов, в числе которых 6 монографий, 4 книги, 98 статей, 32 патента.

### Общественная деятельность
- академик Российской академии ракетных и артиллерийских наук (2005)[4]
- член-корреспондент РАН (2008)
- академик РАН (2016)
- академик Международной академии астронавтики (2010)
- член Президиума УрО РАН
- заместитель председателя Научного совета Российской академии наук по механике конструкций из композиционных материалов
- главный редактор научно-технического журнала «Конструкции из композиционных материалов»
- главный редактор отраслевого научно-технического сборника «Ракетно-космическая техника, серия XIV»[1]

Заведующий кафедрой «Летательные аппараты и автоматические установки» Южно-Уральского государственного университета (ЮУрГУ), председатель диссертационного докторского совета при ЮУрГУ.
Под его руководством защищено 4 докторские и 9 кандидатские диссертации.
Депутат Законодательного собрания Челябинской области IV созыва (2005—2010).

## Сочинения[6]
- Летная отработка и организация проведения испытаний БРПЛ на полигонах // Баллистические ракеты подводных лодок России. Миасс, 1997
- Результаты экспериментальной отработки кавитационного способа старта ракет // Ракетно-космическая техника. Сер. XIV. Миасс, 1999. Вып. 1 (43)
- О Макеевской школе морского ракетостроения // Ракетно-космическая техника. Сер. XIV. Миасс, 2000. Вып. 1 (44)
- Подводный старт баллистических ракет морского базирования. М., 2001. Соавторы: Е. Н. Мнев, В. Т. Чемодуров.
- Дегтярь В. Г., Пегов В. И. Гидродинамика подводного старта ракет. М., Машиностроение-Полёт. 2009. —448 с. — ISBN 978-5-217-03443-7

## Награды
- Орден «За заслуги перед Отечеством» IV степени (2010)[4]
- Орден Александра Невского (2017)[4]
- Государственная премия Российской Федерации (2003)[4]
- Премия Ленинского комсомола (1977)[4]
- Орден «Знак Почёта» (1987)[4]
- Почётная грамота Президента Российской Федерации (2014)[7]
- Почётная грамота Правительства Российской Федерации (2008)[8]
- Знак Циолковского (Федеральное космическое агентство, 2007)[4]
- Знак Королёва (Федеральное космическое агентство, 2007)[4]
- Знак Гагарина (Федеральное космическое агентство, 2010)[4]
- Юбилейная медаль «300 лет Российскому флоту» (1996)[4]
- Медаль «Адмирал Флота Советского Союза С. Г. Горшков» (2007)[4]
- Премия имени С.И. Мосина (2004)[4]
- Знак отличия «За заслуги перед Челябинской областью» (2004)[4]
- Орден «Во славу российского флота» II степени (2011)[4]
- Почётный гражданин города Миасса (2007)[9]
- Почётный гражданин Челябинской области (2010)[4]
- Медаль «Столетие подводных сил России» (2004)[4]
- Памятный знак «50 лет ВПК» (2007)[4]
- Медаль имени В.П. Макеева (УрО РАН, 22 октября 2015) — за совокупность работ по созданию стратегических ракетных комплексов с баллистическими ракетами морского и наземного базирования[4]
- Премия имени В. П. Макеева (1999)[4]
- Золотая медаль имени академика В.Ф. Уткина (2010)[10]
- Челябинская премия «Человек года» (2016)[11]
- Медаль «За вклад в развитие Челябинской области» (11 сентября 2023) — за большой личный вклад в создание новых образцов специальной техники и развитие оборонно-промышленного комплекса